# Itzamnà

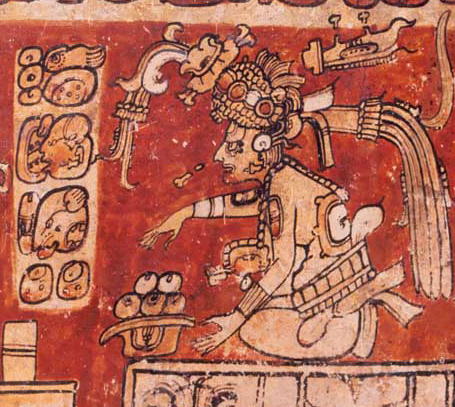
Itzamnà in una rappresentazione del periodo classico Maya

Nella mitologia maya, Itzamnà, è l'Essere supremo governatore degli dèi, dio del cielo, del mais, della scrittura, delle acque e dei fulmini.
In realtà era un sacerdote saggio con molte conoscenze in seguito  divinizzato. A quanto pare in vita si chiamava solo Zamná, e che il prefisso *it- sia stato aggiunto dopo.
È rappresentato come un sereno vegliardo dal prominente naso.
Itzamnà era il più antico della prima generazione degli dèi del pantheon maya, e fu la principale delle divinità  maya fino all'800 d.C., quando, dopo l'invasione degli Aztechi, fu soppiantato dal dio Tezcatlipoca. 
Non è chiara l'etimologia del suo nome, forse riferibile ad una grossa lucertola o caimano (itzam) oppure alla rugiada (itz).